# 袁第锐
袁第锐（1923年—2010年4月28日），别署恬园主人，男，四川永川人，中国诗词家，曾任中华诗词学会副会长。